# Шувалов, Владимир Иванович
Владимир Иванович Шувалов (11 августа 1920, Москва, РСФСР — 7 января 1992, Днепропетровск, Украина) — советский футболист, тренер. Мастер спорта СССР. Заслуженный тренер РСФСР. Заслуженный тренер Азербайджанской ССР.

## Биография
Футболом начал заниматься с 1935 года, играя в московской юношеской команде «Снайпер». Принимал участие в Великой Отечественной войне, награжден орденом Отечественной войны II степени. После окончания войны выступал за дублирующую команду московского «Динамо». С 1947 по 1950 годы выступал в высшей лиге за «Динамо» Минск. В 1951 году играл за «Торпедо» Горький. В 1952 году выступал за «Спартак» Ашхабад. В 1955 году — за сталинабадское «Динамо». После окончания игровой карьеры стал тренером. С 1963 по 1964 годы тренировал кировское «Динамо». Далее тренировал «Динамо» Кировабада, «Кузбасс» Кемерово, ставропольское «Динамо». В 1975 году пришёл в махачкалинское «Динамо», сменив Вадима Кублицкого. В первом же сезоне с «Динамо» выиграл свою зону. В 1979 году в качестве одного из тренеров был приглашен в бакинский «Нефтчи». С 1983 по 1986 годы возглавлял днепропетровский ОШИСП. Скончался 7 января 1992 года в Днепропетровске, похоронен на Сурско-Литовском кладбище.